# Protortonia navesi
Protortonia navesi är en insektsart som beskrevs av Fonseca 1979. Protortonia navesi ingår i släktet Protortonia och familjen pärlsköldlöss. Inga underarter finns listade i Catalogue of Life.